# レッド・ツェッペリン IV
『レッド・ツェッペリン IV』(英語: LED ZEPPELIN IV)は、イギリスのロックバンド、レッド・ツェッペリンの第4作アルバム。1971年11月8日発売。プロデューサーはジミー・ペイジ。レコーディング・エンジニアはアンディ・ジョンズ。米国だけでもセールスは2,300万枚を超えており、レッド・ツェッペリンの全作品中、最も売れたアルバムである。
アメリカレコード協会（RIAA）により米国で7番目に売れたアルバムとして認定されている。
このアルバムには正式な題名が無い。そのためさまざまな仮称で呼ばれるが、本項では便宜的に『レッド・ツェッペリン IV』で統一する。

## 経緯
多忙なツアー・スケジュールをこなしつつ、次回作の構想を練っていたレッド・ツェッペリンは、1970年12月、まずロンドンのアイランド・スタジオでセッションを開始するが、まもなく前作『レッド・ツェッペリン III』で使用したヘッドリィ・グランジにローリング・ストーンズの車載スタジオを持ちこみ、そこで大部分の作業を行った。ヘッドリィ・グランジを選んだ理由は、ペイジがそこの雰囲気を気に入っていた事や、スタジオの使用料や時間を気にする事なく作業できる利点もあったが、最大の理由はペイジの思い通りのサウンドが得られる事だった。前作『III』の不評（とりわけマスコミからの）を受けて、今回のセッションでは、アコースティック・サウンドと、ハードなサウンドとの融合が試みられることとなった。

## 録音
ヘッドリィ・グランジでは通常のスタジオでは不可能な手法が沢山用いられた。ペイジは本作の中で最も手のかかった曲として「レヴィー・ブレイク」を挙げているが、この曲のドラムスの音はオンマイクではなく、屋敷内の高い吹抜けのある廊下に2本のマイクを吊るし、建物の音響効果を活かして作られた、正にこの場所でしか出来ない方法だった。このドラムサウンドは、ジョン・ボーナムも気に入っていたという。またこの屋敷内で「限りなき戦い」や「ミスティ・マウンテン・ホップ」といった曲が書かれた。バンドの代表曲となった「天国への階段」の歌詞は、この屋敷の暖炉の前でロバート・プラントが書いたものである。またゲスト・ミュージシャンとして、イアン・スチュワートがピアノで「ロックン・ロール」に、サンディ・デニーがリードボーカルで「限りなき戦い」に参加している。ツェッペリンの曲でプラント以外の人物がリードボーカルをとったのは「限りなき戦い」が唯一である。
ヘッドリィ・グランジでの作業は2月までに完了。ここでの素材を元にロンドンのアイランド・スタジオでオーバーダビングが施され、エンジニアのアンディ・ジョンズの発案で、ロサンゼルスのサンセット・サウンド・スタジオでミキシングが行なわれた。しかしこのミキシングは大失敗で、もう一度アイランド・スタジオでやり直すこととなり、後述するジャケット・デザインの問題とともに、本作の発売を遅らせる原因となった。
この一連の作業で録音されたがアルバムに収録されなかった曲のうち、「ダウン・バイ・ザ・シーサイド」、「夜間飛行」、「ブギー・ウィズ・ステュー」はいずれも1975年のアルバム『フィジカル・グラフィティ』に収録された。

## タイトルとアートワーク

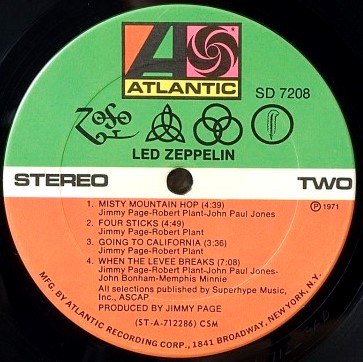
オリジナル盤のレーベル。本来、タイトルが記載されているところに4つのシンボルが並んでいることが確認できる。

本作には正式なタイトルはなく、またアルバムジャケットには一切のクレジットや情報が記載されなかった。曲名やクレジットなどの最低限の情報はレコードの内袋に掲載され、その裏側には「天国への階段」の歌詞が特殊な字体で書かれている。これの発案者はペイジだったが、このアイディアには当然アトランティック・レコードの上層部から自殺行為だとして止めるよう勧告された。だがバンド側は一切譲歩せず、要求どおりにするまでマスターテープをアトランティックに渡さないという強行策に出た。ペイジはこの意図について「僕等は純粋に音楽だけを評価の基準にして欲しかったんだ」「所詮バンド名なんて何の意味がある？レッド・ツェッペリンって何？大事なのは僕等の音楽なんだ」と語っている。
正式なアルバムタイトルがないために、本作は様々な仮称で呼ばれる事となった。
- 4つのシンボルが並んでいるから「フォー・シンボルズ」(Four Symbols)、あるいは単に「シンボルズ」（Symbols）
- そのシンボルがルーン文字に由来するとうわさされたので「ルーン・アルバム」(The Runes)
- ジミー・ペイジのシンボルがZOSOというアルファベットの組み合わせのように見えるので「ZOSO」
- "天国への階段"を収録しているので「Stairway Album」
- それまでのアルバムタイトルの流れから、4作目と言うことで「レッド・ツェッペリン IV」(Led Zeppelin IV)
- タイトルが無いことから「無題」(Untitled)

など。日本では、帯に前出の四つのシンボルマークと「レッド・ツェッペリン IV」の文字が並んで印刷されていた。現在では全世界的に『レッド・ツェッペリンIV』のタイトルで呼ばれる事が多い。2007年の再結成ライヴを収めた『祭典の日 (奇跡のライヴ)』では『The group's untitled fourth album（このグループ（レッド・ツェッペリン）のタイトル名のない4作目のアルバム）』と記載された。

### ジャケット・デザイン

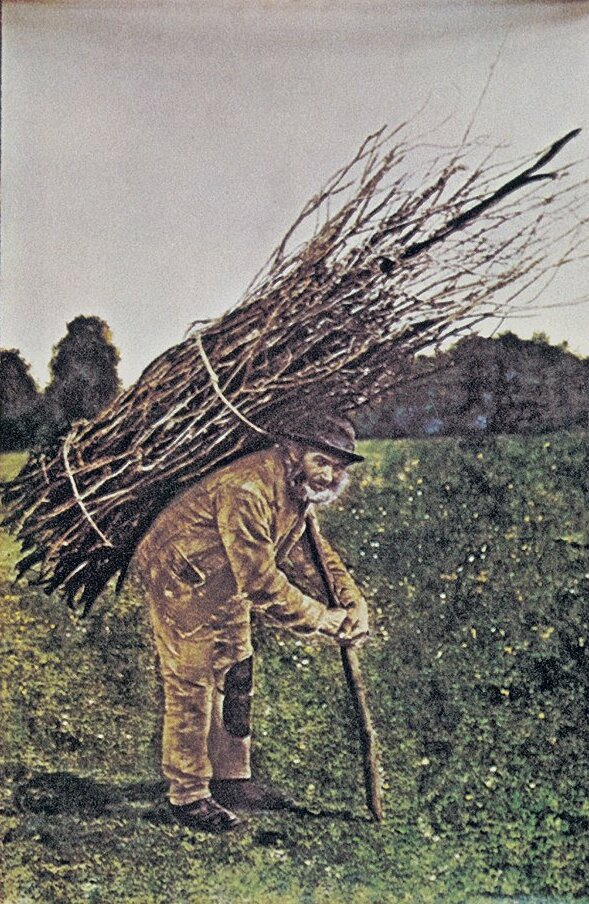
ジャケットに使われたロット・ロングを描いたと思われる絵

見開きジャケットの外側全面が一枚絵となっており、表側には薪を背負った老人の絵が壁に掛けられ（この絵は、プラントがレディングのジャンク屋から手に入れてきたもの）、裏側にはその壁が取り壊され、背後に寂れた町並みが写っている。このデザインの真意についてペイジは、「この老人は自然と調和しながら生きているんだ。だが彼の山小屋は取り壊され、スラム街に追いやられてしまうんだ」と語っている。
ジャケットの薪を背負った老人のモデルはアルバム発売から半世紀以上に渡って謎とされていたが、2021年に西イングランド大学の地域歴史センターの客員研究員が2021年にウィルトシャー博物館と企画した展覧会から続く研究を続けていた際に、写真アルバムでこの写真に出会ったと語っており、モデルとなったのは1892年のヴィクトリア朝時代に撮影された屋根葺き職人のロット・ロング（1893年死去）という人物であることが明らかになった。
内ジャケットには、暗闇の中、崖の上に立つ隠者がランタンを掲げている絵が描かれている。この絵はペイジの友人であるバリントン・コルビーによるもの。この絵の隠者はタロットカードのナンバー「IX」のハーミットを表している。カードには用心、忍耐、慎重、懸命という意味があるが、ペイジは「目標に向かっての上昇の真実の光を現してるんだ」と説明している。

### シンボル

メンバーを表すマーク。左からジミー・ペイジ、ジョン・ポール・ジョーンズ、ジョン・ボーナム、ロバート・プラントのもの

レコード内袋の一番上に記載されている4つのシンボルマークが、結局読めないアルバムタイトルとして扱われるようになった。4つのシンボルはそれぞれメンバーを指しており、左からジミー・ペイジ、ジョン・ポール・ジョーンズ、ジョン・ボーナム、ロバート・プラントのものとなっている。ペイジとプラントのシンボルは自身でデザインしたものであり、他の二人のものはペイジから「Book of Signs」という本の中から選べと言われて決めたものである。ジョーンズはこの事について不満を漏らしている。
左端のペイジのシンボルはアルファベットの"zoso"という文字に見えるが、ペイジによればこれは単語ではなく、別の意味を持っているのだという。だがこれに似たシンボルが16世紀前半に書かれた中世の魔術書にある事が判明しており、ペイジはそこからヒントを得たと見られる。ジョーンズのシンボルは上記の「Book of Signs」から採り上げたもので、「自信に満ちた有能な人格」を表している。ボーナムのシンボルも同じ本から取られたもので、3つの輪は三位一体を表している。プラントのシンボルは15000年前に存在した古代ムー文明のシンボルから採ったものだが、内側の羽の部分はプラント自らが描いたものだという。なお、「限りなき戦い」に参加したサンディ・デニーにも特別にシンボルが与えられた。

## 評価と影響
『レッド・ツェッペリン IV』は1971年11月8日、全世界で同時に発売された。アメリカのビルボード誌では、スライ＆ファミリーストーンの『暴動』等のアルバムを抜くことが出来ず2位だったが、12月25日付キャッシュボックス誌では1位に輝いている。その後,約5年にわたってトップ200にとどまる大ロングセラーとなった。1990年末にはアメリカ国内での売り上げが1,000万枚の大台に達し、2006年までに累計2,300万枚を売り上げ、アメリカにおけるアルバム売上数は史上第4位。イギリスでは2週にわたり首位を獲得、2015年までに計90週チャートにとどまった。2014年にリリースされたリマスター版も、米ビルボード・チャートで7位、全英チャートで6位を記録した。全世界での累計売上枚数は3700万枚。
『レッド・ツェッペリン IV』は史上、世界的に売れたロック・アルバムの一つであり、バンドの代表作とする声が多い。特にアコースティック・サウンドとハード・ロックを融合した「天国への階段」はバンドの代表曲のひとつとなり、『ローリング・ストーン(Rolling Stone)』誌が選んだ「オールタイム・グレイテスト・ソング500」と「オールタイム・グレイテスト・ギター・ソングス100」において、それぞれ31位と8位にランクインするなど、数々の栄誉を授かった。ジョーンズは「このアルバムの後は誰も僕らをブラック・サバスと比較しなくなった」と述べているが、それまでツェッペリンに対し厳しい論評を並べ立てていたローリング・ストーン誌も本作に対しては「これまでの中で最も一貫して良い作品だ」と賞賛するなど、彼等に対し批判的だった評論家も見方を変えざるを得なくなった。本作はツェッペリンの他の作品に比べ、発売当初の反響はやや控えめなものだったが、時代と共に評価を高め、現在では「1970年代のハードロックのスタイルを決定付けた作品」と評されるまでになった。2006年のQ誌読者による偉大なアルバム100で21位、『ローリング・ストーン』誌の「オールタイム・ベスト・アルバム500」(大規模なアンケートによる選出)2020年版において58位、クラシック・ロック誌による2001年の「偉大なロックアルバム100」および2006年の「偉大なブリティッシュ・ロックアルバム100」でそれぞれ1位を獲得した。

## リイシュー
1983年初CD化。1993年の『コンプリート・スタジオ・レコーディングス』で全曲リマスター化。1994年単独リリース。2014年、最新リマスター版が『聖なる館』と同時にリリースされた。デラックス・エディションおよびスーパー・デラックス・エディション付属のコンパニオンディスクには、各曲のラフ・ミックス・バージョンやオルタネイト・バージョンが収録された。今作では未発表曲は収録されなかった。

## 収録曲

### オリジナル版
- A面

1. ブラック・ドッグ - Black Dog (Page, Plant & Jones)
  - アメリカ他数カ国でシングル・カットされ、全米15位を記録[30]。
2. ロックン・ロール - Rock and Roll (Page, Plant, Jones & Bonham)
  - アメリカ他数カ国でシングル・カットされ、全米47位を記録[30]。
3. 限りなき戦い - The Battle of Evermore (Page & Plant)
4. 天国への階段 - Stairway to Heaven (Page & Plant)

- B面

1. ミスティ・マウンテン・ホップ - Misty Mountain Hop (Page, Plant & Jones)
2. フォア・スティックス - Four Sticks (Page & Plant)
3. カリフォルニア - Going to California (Page & Plant)
4. レヴィー・ブレイク - When the Levee Breaks (Page, Plant, Jones, Bonham & Memphis Minnie)

### 2014年版デラックス・エディション・コンパニオンディスク
1. ブラック・ドッグ (オーバー・ダブ・ギター) - Black Dog <Basic Track with Guitar Overdubs> (Page, Plant & Jones)
2. ロックン・ロール (オルタナティブ・ミックス) - Rock and Roll <Alternate Mix> (Page, Plant, Jones & Bonham)
3. 限りなき戦い (ミックス・フロム・ヘッドリー・グランジ) - The Battle of Evermore <Mandolin/Guitar Mix From Headley Grange> (Page & Plant)
4. 天国への階段 (サンセット・サウンド・ミックス) - Stairway to Heaven <Sunset Sound Mix> (Page & Plant)
5. ミスティ・マウンテン・ホップ (オルタナティブ・ミックス) - Misty Mountain Hop <Alternate Mix> (Page, Plant & Jones)
6. フォア・スティックス (オルタナティブ・ミックス) - Four Sticks <Alternate Mix> (Page & Plant)
7. カリフォルニア (マンドリン・ギター・ミックス) - Going to California <Mandolin/Guitar Mix> (Page & Plant)
8. レヴィー・ブレイク (オルタナティブ・UK・ミックス) - When the Levee Breaks <Alternate U.K. Mix> (Page, Plant, Jones, Bonham & Memphis Minnie)